# Карме Пігем
Карме Пігем Барсело (Улот, 8 квітня 1962 року) — іспанська архітекторка, член лауреата Прітцкерівської премії архітектурного бюро RCR Arquitectes разом із Рамоном Вілальтою та Рафаелем Арандою.

## Біографія

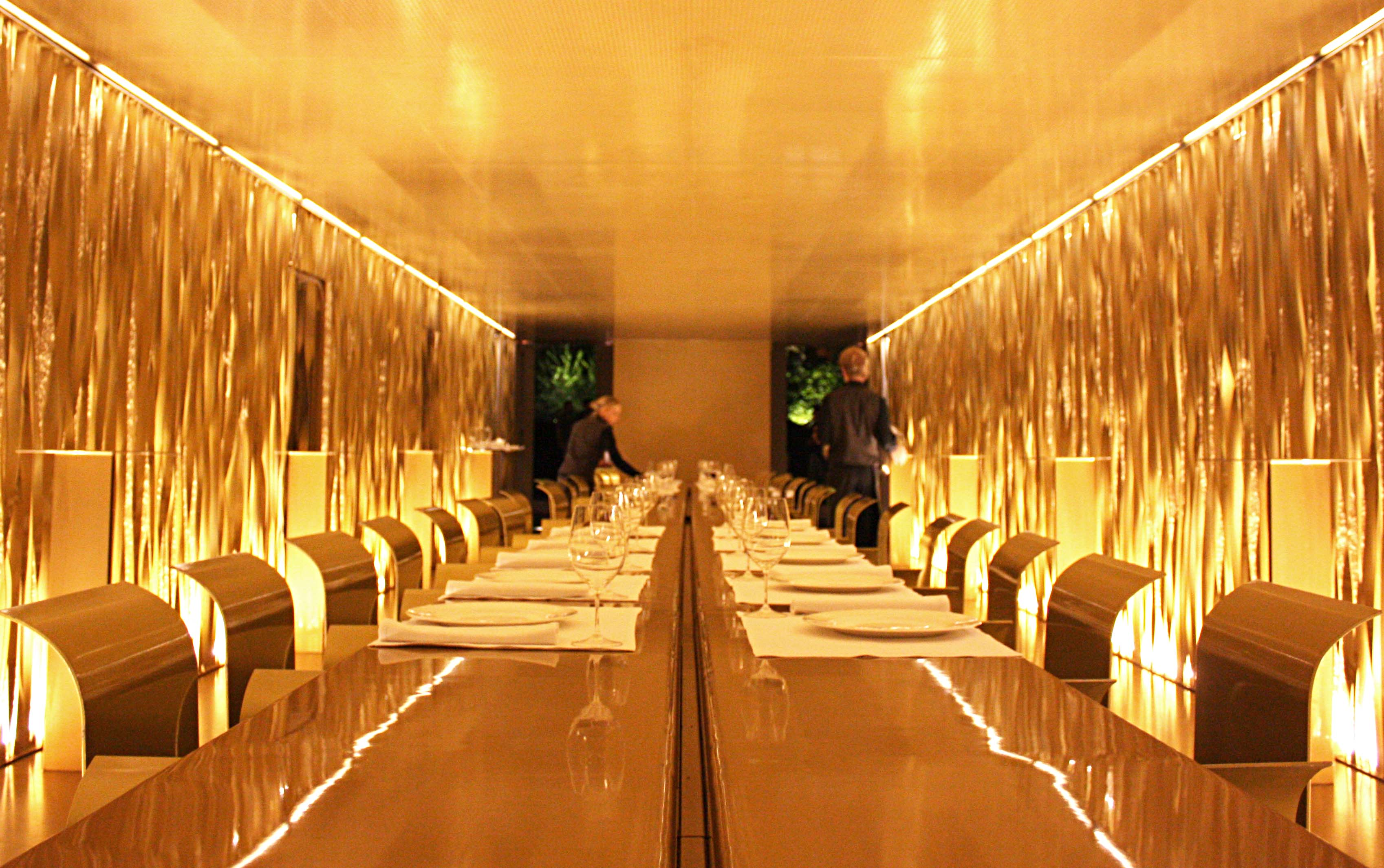
Ресторан «Les Cols».

З 1977 по 1979 роки вона навчалася в Школі образотворчих мистецтв Олота, а 1987 року закінчила факультет архітектури у Вищій технічній школі архітектури Валлеса. У 1987 році Карме Пігем заснувала компанію RCR Arquitectes разом із Рамоном Вілалтою та Рафаелем Арандою.
З 1992 по 1999 рік вона працювала професором кафедри архітектурних проєктів в ETSA Vallés і була членом екзаменаційної комісії з випускних іспитів у 1995—2004 роках. З 1997 по 2003 рік вона була професором кафедри архітектурних проєктів у Вищій технічній школі архітектури Барселони і членом екзаменаційної комісії у 2003 році. З 2005 року вона була запрошеним професором на кафедрі архітектури Федеральної вищої технічної школи Цюриха, Швейцарія.
Отримала Прітцкерівську премію 2017 року разом із Рамоном Вілалтою та Рафаелем Арандою.
У червні 2020 року вона та інші архітектори, а також шеф-кухарі, лауреати Нобелівської премії з економіки та керівники міжнародних організацій, підписали звернення на користь фіолетової економіки («На шляху до культурного відродження економіки»), опубліковане в Корр'єре делла Сера, Ель Паїс і Ле-Монд.